# Gods (jeu vidéo)
Pour les articles homonymes, voir God.
Gods est un jeu vidéo de plates-formes / action développé par The Bitmap Brothers et édité par Renegade en 1991 sur Amiga et Atari ST. Il est sorti sur Archimedes, DOS, Mega Drive et Super Nintendo en 1992.
Le jeu se distingue par sa réalisation soignée et son gameplay ingénieux.

## Synopsis
Pour acquérir l'immortalité, un guerrier de la Grèce antique relève le défi lancé par les dieux consistant à traverser de part en part la ville qu'ils ont construite. Quatre gardiens légendaires règnent sur cette cité pleine de pièges et de créatures malfaisantes.

## Système de jeu
Le gameplay de Gods mêle plates-formes, action et résolution d'énigmes. Le personnage contrôlé par le joueur évolue dans un univers en deux dimensions constitué de galeries et de plates-formes. Les décors se parcourent à la fois selon un axe horizontal et vertical. En référence aux douze travaux d'Heraclès, le jeu propose autant de niveaux répartis sur quatre environnements différents : la ville, le palais, le labyrinthe et le sous-monde. Le but du jeu est d'atteindre la porte de sortie de chaque niveau après en avoir retrouvé la clé. Le personnage doit pour cela explorer les lieux à la recherche d'objets, résoudre des énigmes pour découvrir des trésors et des clés qui permettent d'accéder à de nouvelles zones, etc. Il doit aussi éliminer les nombreux ennemis et éviter les multiples pièges qui se dressent sur son chemin.
Les possibilités du personnage sont classiques : sauter, se baisser, monter aux échelles et projeter des armes blanches. Une réserve permet de transporter jusqu'à trois objets (clés, objets, potions magiques). Varié et personnalisable, l'armement est constitué d'une arme principale (couteaux, lances, massues, haches, etc) et d'armes secondaires (boules de feu, etc). Les lancers varient en quantité (tir simple, doublé ou triplé) et en qualité (tir normal, concentré ou excentré). Des armes et des équipements spéciaux sont aussi progressivement disponibles (bombes à retardement, volatile allié, etc). Comme dans un shoot them up, le joueur est amené à tirer parti des caractéristiques de l'armement en fonction du type de menace ou de la topographie des lieux.
Les ennemis sont variés : humains, créatures réelles, mécaniques ou d'inspiration mythologique. Grâce à des routines d'intelligence artificielle inédites (à la sortie du jeu), certains opposants s'adaptent au comportement du joueur et développent des manœuvres sommaires d'esquive, de contournement ou de fuite. Il existe également une classe d'ennemis originale, les voleurs, qui ramassent et emportent avec eux les objets précieux qu'ils rencontrent en chemin. Afin de récupérer des objets inaccessibles, il est possible de se jouer de leur aptitude en les attirant avec un appât. Par ailleurs chaque niveau se solde par une confrontation face à un gardien imposant.
Un marchand ambulant proposent ses services au terme de certains niveaux. L'argent amassé permet au personnage d'acquérir de nouveaux items. Santé (nourriture, potion), capacités physiques (résistance, vitesse), armement (modification, amélioration) ou pouvoirs spéciaux (invulnérabilité temporaire), les possibilités d'évolution apportent une dimension tactique qui peut être déterminante en vue des prochains niveaux.
Le level design est envisagé de manière que l'observation et l'expérimentation soient deux éléments essentiels à la progression. Ainsi les décors traversés recèlent de mystères : passages secrets, salles aux trésors, raccourcis, innombrables objets cachés (coffres, vie supplémentaire, potions, etc.). Pour les découvrir, il faut prendre la mesure d'ingénieux systèmes à base de leviers qui font apparaître des objets spéciaux (orbes de téléportation, potion "saut de géant", etc) ou modifient la disposition des lieux (ouverture de trappes, déplacements de murs ou de plates-formes). La logique des mécanismes est parfois complexe (série combinatoire, temps imparti) et nécessitent de multiples passages pour être percée par déduction. Cet aspect renforce l'intérêt et la durée de vie du jeu.

## Réalisation
Gods bénéficie d'une identité visuelle forte. Les décors se composent d'une mosaïque de petits éléments assemblés par répétition (briques, dalles) qui multiplient les lignes sèches et claires. Le visuel de pur aplat, sans profondeur, fait écho aux fresques de l'art de la Grèce antique qui se composaient de figures aplaties sur des surfaces. Certaines illustrations présentes dans le jeu sont directement inspirées du palais de Cnossos en Crète. La palette de couleurs sobre et harmonieuse alliée à la finesse graphique confinent à un certain raffinement (textures réalistes, sprites clairement découpés).
Le sens du détail se retrouve aussi dans l'animation (démarche assurée des personnages, objets animés…) et dans l'environnement sonore (résonance de cuivres qui introduit et conclut les niveaux). La musique de générique intitulée Into the Wonderful est composé par Nation 12 (cf. John Foxx). Le morceau est disponible dans l'album Electrofear (2005).
Le jeu présente une ambiance corrosive, distinctives des productions des créateurs britanniques (Speedball 2: Brutal Deluxe, The Chaos Engine), notamment par une représentation esthétisante de la brutalité et de la violence (muscles saillants, équipements barbares, morts stylisées, cris d'agonie, etc).

## Équipe de développement
- Conception : Eric Matthews
- Graphisme : Mark Coleman
- Programmation : Steve Tall
- Programmation additionnelle : Mike Montgomery
- Musique : Nation 12 (cf. John Foxx)
- Conversion musique et effets sonores : Richard Joseph

## Accueil
Version Amiga, Atari ST et/ou PC

ACE 908/1000 •
Amiga Format 90% •
CU Amiga 93% •
CV+G 93% •
Génération 4 92% •
Joystick 95% •
Tilt 18/20[réf. nécessaire]

Version Mega Drive

Famitsu : 22/40